# Joseph Gayetty
Joseph Gayetty (ur. 1827, zm. ?) – amerykański przedsiębiorca z Nowego Jorku, od 1857 roku jako pierwszy zaczął sprzedawać papier toaletowy na rynku zachodnim. Jego wyrób był nasączony aloesem, a sam Gayetty reklamował go jako środek przeciw hemoroidom. Jego wyrób nie odniósł sukcesu, ale stał się inspiracją dla innych biznesmenów, którzy z powodzeniem skomercjalizowali produkt.